# Craig Jones
Craig Alan Jones (* 11. února 1972), známý jako 133 nebo pod svým číslem #5, je bývalý sampler skupiny Slipknot.

## Osobní život a kariéra
Craig se narodil ve městě Des Moines v Iowě. Než vstoupil do Slipknot (v únoru 1996) hrál na kytaru v různých metalových skupinách včetně Modifidious. Pro vstupu do Slipknot nahradil původního kytaristu Donnieho Steela, který opustil skupinu při nahrávání jejich prvního songu nazvaném „Mate. Feed. Kill. Repeat.“ po které nese název jejich první „demo“ CD. Údajně kvůli Craigově křesťanské víře nepropůjčil tomuto albu svůj kytarový talent ale přijal ocenění za jeho grafiku. Protože po vydání Mate. Feed. Kill. Repeat. přišel do skupiny Mick Thomson nechal Craig kytary a ujal se role Samplera. Craig je jediný člen který si nesundal masku na rozhovoru pro DVD Voliminal: Inside the Nine ani na jiných rozhovorech. Zatímco ostatní si sundají během rozhovoru masku, tak jeho tvář zůstává stále zahalená. Také na rozhovorech nic neříká. Většinou rozhovory začíná s otevřeným zipem na masce, ale jakmile zazní otázka, zapíná si zip, to je vidět i na videích na serverech jako je YouTube.
Kapela Slipknot 7. června 2023 oznámila odchod Craiga. V kapele působil 27 let. 

## Zájmy
Craig je kuřák, kouřil dokonce i během rozhovoru pro DVD Voliminal: Inside the Nine.
Craig je velký fanoušek počítačových her, často hraje po internetu Quake 3 Arena. Jeho Q3 nick je „ZZ5“ a je ho dobře poznat, protože má svůj vlastní SlipKnoT skin.

## Diskografie
- 1999: Slipknot (album)
- 2001: Iowa (album)
- 2004: Vol. 3: (The Subliminal Verses)
- 2005: 9.0: Live
- 2008: All Hope Is Gone
- 2014: .5: The Gray Chapter
- 2019: We Are Not Your Kind

## Filmografie
- 1999: Welcome to Our Neighborhood
- 2002: Disasterpieces
- 2002: Rollerball
- 2006: Voliminal: Inside the Nine
- 2008: Nine: The Making of "All Hope Is Gone"